# Jean Eduard De Coninck
Joannes Eduardus Franciscus (Jean Eduard) De Coninck (Temse, 12 juni 1800 - aldaar, 12 december 1862) was een Belgisch politicus.

## Levensloop
In 1838 werd hij aangesteld als burgemeester van de gemeente Temse ter vervanging van de overleden burgemeester Augustien Van Strydonck, een functie die hij uitoefende tot 1848. Hij werd opgevolgd door Jozef Braeckman.